# Дослідження Космічної Погоди у Бельгійській Королівській Обсерваторії
Космічна Погода (англ. Space Weather) - термін  появився у широкому використанню в 90-х роках, оскільки , обіймає найбільш істинно важливі аспекти науки про сонячно-земні взаємозв'язки. Ця наука межує з фізикою Сонця, сонячної системи та геофізикою і займається вивченням впливу сонячної мінливості та сонячної активності через міжпланетне оточення на Землю, зокрема на магнітосферу, іоносферу, атмосферу Землі.
Бельгійська Королівська Обсерваторія (англ. Royal Observatory of Belgium) —  основна, головна бельгійська обсерваторія,яка була побудована в XIX ст., розташована в комуні Уккел, Брюссельський столичний регіон, Бельгія.

## Мета
Метою дослідницької діяльності є підвищення нашого розуміння Сонця і його вплив на сонячну систему. Конкретні теми, які націлені на дослідження надихають власну оперативну діяльність, також спадщиною в деяких дисциплінах , але не найменшою пристрастю для розуміння Сонця і його ефекти на більш фундаментальному рівні.

## Історія

### Дев'ятнадцяте століття
Адольф Кетле перший подав прохання уряду Сполученого Королівства Нідерландів створити астрономічну обсерваторі в Брюсселі в 1823 році. Вільгельма I задовольнило його прохання в 1826 році , і будівництво почалося в 1827 році в Сен-Жосс-тен-Ноде. Метеорологічні спостереження почалися рано, але поставка і монтаж астрономічного обладнання йшло повільно. 
Кетле був призначений астрономом в 1828 році.
Під час бельгійської революції бої відбувалися в районі обсерваторії. Кетле зберіг свою позицію при новому уряді і почав наукові спостереження. 
До 1834 років будівлі та інструменти були остаточно завершені. Адольфа Кетле наступником став його син Ернест після його смерті в 1874 році.
У 1876 році Жан-Шарль Узо де Ле став новим директором і відразу ж почав планувати переїзд в Уккле. Йому вдалося отримати краще фінансування, розширили наукові кадри і повністю оновити інструменти. Перша бельгійська астрономічна експедиція була відправлена в Сантьяго і Сан - Антоніо , щоб спостерігати транзит Венери в 1882. Він спробував відокремити метеорологічні і астрономічні відділи, але це було відхилено урядом. У 1883 році розпочалося будівництво нової обсерваторії в Уккле, але відставка Узо де Ле  в 1883 році затримав крок , це було  завершено тільки в 1890-1891 рр.

### Двадцяте століття
Жорж Леконт  був призначений директором в 1900 році, змінивши Франсуа Фолі і А. Ланкастер. Під його керівництвом, сейсмологічні виміру почалися в 1901 році і перші метеозонди були розпочаті в 1906 році. У 1913 році Метеорологічний департамент, нарешті, став незалежним , Королівський метеорологічний інститут . Після Першої світової війни Центральне бюро астрономічних телеграм знаходився в Уккле з 1920 по 1922 рік у той час як її очолив Леконт.
Хвороба змусила  Леконт піти у відставку в 1925 році , і його наступником став Пол Стробант .

## Діяльність
Основними напрямками діяльності є:
•	Наземні зображувальні телескопи.( оптичний сонячний об'єкт моніторингу, візуалізації Сонця у видимому світлі.)
•	Радіоастрономічна станція Humain. (ціллю радіоастрономічної станції Humain є моніторинг сонячної активності в метриці і СВЧ-діапазону, що дає приблизно в реальному часі інформації про вулканічні події.)
•	Сонячний моніторинг активності на довгих часових масштабах.
(інтернаціональний індекс сонячних плям, які  поступають, є одним з найтриваліших часових рядів сонячної активності.)
•	Оперативні послуги космічної погоди. (ціль полягає в тому, щоб забезпечити високу якість і вчасне інформування про космічну погоду, як аналізувати звіти, застереження і передбачення.)
•	Обробка зображення сонячної енергії.(ціль полягає в тому, щоб автоматизувати виробництво метаданих, події-каталогів та продуктів даних більш високого ступеня, задля чого чималі обсяги даних можуть бути ефективно і своєчасно опрацьовані.)
•	Технологічна (апаратне забезпечення) підготовка для майбутніх інструментів.( ціль полягає в тому, щоб дослідити передові технології в підтримку подальшого покоління сонячних наукових приладів.)

## Директори обсерваторії
•	Адольф Кетле;1828-1874 рр.
•	Ернест Кетле; 1874-1876 рр.
•	Жан-Шарль Узо де Ле; 1876-1883 рр.
•	Франсуа Фолі;
•	А. Ланкастер ;
•	Жорж Леконт; 1900-1925 рр.
•	Пол Стробант (Paul Stroobant);
•	Ежен Жозеф Дельпорт;
•	Поль Буржуа (Paul Bourgeois);
•	Поль Мелькіор.